# Gora Aleksandra Girsa
Gora Aleksandra Girsa (russisch Гора Александра Гирса) ist ein isolierter Berg im Südosten des ostantarktischen Königin-Maud-Lands. Er ragt aus den Eismassen des Polarplateaus auf.
Russische Wissenschaftler entdeckten und benannten ihn. Der weitere Benennungshintergrund ist nicht überliefert.